# Błąd poznawczy
Błąd poznawczy – wzorzec nieracjonalnego spostrzegania rzeczywistości, mający wpływ na ludzkie postawy, emocje, rozumowanie lub zachowania (działania). Badaniem błędów poznawczych zajmują się nauki społeczne.

## Historia badań
Wzorce nieracjonalnego postrzegania rzeczywistości nie od razu były nazywane błędami poznawczymi, a od zauważenia i opisania mechanizmu do jego zdefiniowania i wyjaśnienia mijało czasami kilkaset lat. Na przykład filozof John Locke już w XVII wieku zauważył, że letnia woda może wydawać się raz gorąca, a raz zimna, w zależności od tego w jakiej wodzie (zimnej czy gorącej) trzymaliśmy wcześniej rękę. Dopiero w XX wieku zdefiniowano to jako efekt kontrastu. A o efekcie wyświadczonej przysługi pisali wcześniej m.in. Benjamin Franklin i Lew Tołstoj.

### Badania nad czynnikami wpływającymi na percepcję
Za początki naukowego zainteresowania tą tematyką uznaje się lata 50 XX wieku. Jerome S. Bruner i Leo Postman rozpoczęli wówczas badania nad tym, jak potrzeby, motywacja i oczekiwania wpływają na ludzką percepcję. Jak pisze J. Bruner w autobiografii to, co oni uznali za „psychologiczny fenomen” warty dalszych badań, prawie sto lat wcześniej Gustav Theodor Fechner, który również zauważył wpływ różnych czynników na ludzką percepcję, nazwał „błędem badania”" i dążył do wykluczenia go z wyników eksperymentów. Tych dwóch psychologów zapoczątkowało tym samym okres w psychologii zwany „nowym spojrzeniem” (New Look), stawianym w opozycji do dotychczasowego podejścia postulującego badanie procesów percepcji niezależnie od otaczającego świata i osoby, która ten świat spostrzega. W swoich badaniach zauważyli oni między innymi, że dzieci, którym pokazuje się atrakcyjną zabawkę i tej samej wielkości zwykłe klocki, uważają zabawkę za większą od klocków, ponieważ ma ona dla nich większą wartość. Wartość tej zabawki dodatkowo rosła w sytuacji, gdy nie można było się nią bawić. W trakcie kilku następnych lat kolejni badacze dokonywali podobnych odkryć: między innymi o tym, że stan organizmu wraz z bodźcami zewnętrznymi wpływał na percepcję określonego bodźca lub o tym, że myślenie życzeniowe osób badanych wpływało na ich postrzeganie świata.

### Naiwny naukowiec i ukryte teorie osobowości
W latach 60, głównie pod wpływem teorii gier (a zwłaszcza jej założenia o racjonalności wyborów) pojawiły się próby tłumaczenia zauważonych nieracjonalności w myśleniu potocznym. Uznanie zyskała teoria przedstawiająca człowieka jako naiwnego naukowca (naive scientist), który tworzy własne teorie psychologiczne, a następnie sprawdza je w praktyce, choć z różnym skutkiem. Sugerowano, że zwykły człowiek i naukowiec stosują te same reguły: operują pojęciami statystycznymi, stosują kanony Milla i podejmują racjonalne decyzje przynoszące im maksymalną użyteczność. Rozpowszechniły się ukryte teorie osobowości, których używano do opisu naiwnych reguł wnioskowania o cechach i zachowaniach ludzi na podstawie ograniczonych informacji. W tym samym czasie Peter Wason prowadził badania nad selektywnością poszukiwanych informacji i nad testem selekcji, które doprowadziły potem do zdefiniowania efektu potwierdzenia. Ponieważ wnioski Wasona były sprzeczne z ideą człowieka jako naiwnego naukowca, więc jego badania stały się obiektem zainteresowań dopiero w latach 70.

### Ocena prawdopodobieństwa i błędy przy podejmowaniu decyzji oraz pierwsze użycie nazwy błąd poznawczy

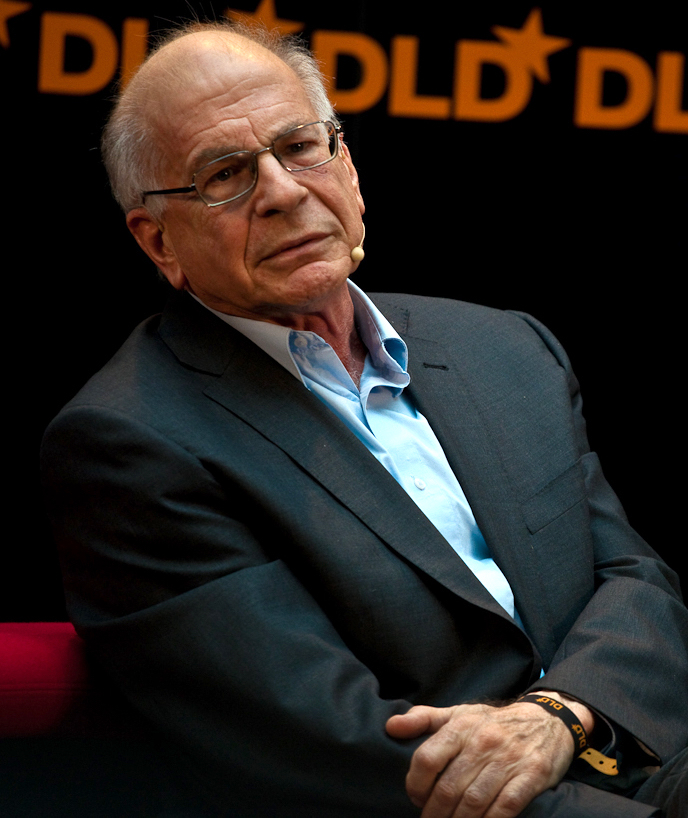
Daniel Kahneman

Formalnymi autorami definicji błędu poznawczego są Daniel Kahneman i Amos Tversky. Zaczęło się od publikacji artykułu, w którym opisali oni między innymi wyniki eksperymentu nazywanego "problemem oddziału położniczego". W badaniu tym studenci dostawali informację, że w dużym szpitalu rodzi się około 60 dzieci dziennie, a w małym około 15 dzieci dziennie. Następnie pytano ich, w którym szpitalu będzie więcej takich dni w roku, w których urodzi się przynajmniej 60% chłopców. Około 1/3 studentów uważało, że takich dni będzie więcej w szpitalu większym, kolejna 1/3, że w szpitalu mniejszym, a reszta osób twierdziła, że nie będzie różnicy pomiędzy szpitalami. Ten prosty problem statystyczny zapoczątkował kolejne badania. Rok później, w 1973 r. ci sami autorzy opublikowali kolejne dwa artykuły, pierwszy o podejmowaniu decyzji w warunkach niepewności. Przedstawili w nim wyniki kilkunastu eksperymentów, w których trzeba było wykazać się pojęciami z zakresu rachunku prawdopodobieństwa, a wyniki pokazały, że nawet osoby z przygotowaniem merytorycznym (studenci po zajęciach statystyki) mają tendencję do popełniania podstawowych błędów wnioskowania. Nazwali oni m.in.: błąd nieregresyjnych przewidywań, złudzenie gracza oraz błąd koniunkcji. W drugim artykule opisali badania nad przypisywaniem większego prawdopodobieństwa zdarzeniom, które łatwiej przywołać do świadomości (heurystyka dostępności). Jako wytłumaczenie całości tych zjawisk zaproponowali pojęcie heurystyki jako uproszczonej reguły wnioskowania, czyli myślowego "pójścia na skróty", której stosowanie doprowadza do błędów poznawczych. 
Te pierwsze publikacje zapoczątkowały cały szereg badań nad heurystykami i błędami poznawczymi, które wykroczyły poza psychologię i objęły również takie dziedziny jak ekonomia, medycyna czy politologia. Były również inspiracją do stworzenia w 1979 r. stojącej w opozycji do teorii oczekiwanej użyteczności, teorii perspektywy, za którą Daniel Kahneman otrzymał w 2002 r. Nagrodę Nobla w dziedzinie ekonomii.

### Rozwój badań
Lata 80. i 90. XX wieku zaowocowały dużą liczbą publikacji dotyczących błędów poznawczych. Z jednej strony kontynuowano badania nad heurystykami stosowanymi w podejmowaniu decyzji, z drugiej strony odkrywano (lub przypominano sobie) inne przykłady odchyleń od racjonalności, które definiowano jako błędy poznawcze. Tak stało się na przykład z efektem czystej ekspozycji Roberta Zajonca, fenomenem sprawiedliwego świata czy efektem posiadania. Obecnie jako błąd poznawczy traktuje się każdy w miarę stały wzorzec nieracjonalnego spostrzegania rzeczywistości.